# Lias (Gers)
Lias é uma comuna francesa na região administrativa da Occitânia, no departamento de Gers. Estende-se por uma área de 10.67 km², e possui 672 habitantes, segundo o censo de 2018, com uma densidade de 63 hab/km².